# قرن جعدل (مناخة)

تعديل مصدري - تعديل

قرن جعدل هي إحدى قرى عزلة بني برة بمديرية مناخة التابعة لمحافظة صنعاء، بلغ تعداد سكانها 548 نسمة حسب تعداد اليمن لعام 2004.